# Tempe Fossae
Tempe Fossae é um grupo de trincheiras no quadrângulo de Arcadia em Marte, localizado a 40.2° latitude norte e 71.4° longitude oeste. Sua extensão é de 2,000 km e seu nome vem de uma formação de albedo a 40N, 70W. Trincheiras, como esta são chamadas fossae em Marte. Mais informações e mais exemplos podem ser encontrados em Fossa (geologia).